# Matt Grevers
Matt Grevers (Lake Forest, Estats Units 1985) és un nedador estatunidenc, guanyador de sis medalles olímpiques.

## Biografia
Va néixer el 26 de març de 1985 a la ciutat de Lake Forest, població situada a l'estat d'Illinois (Estats Units).

## Carrera esportiva
Especialista en proves de crol i esquena, va participar, als 23 anys, en els Jocs Olímpics d'Estiu de 2008 realitzats a Pequín (República Popular de la Xina), on va aconseguir guanyar la medalla d'or en els relleus 4x100 metres lliures i relleus 4x100 metres estils, així com la medalla de plata dels 100 metres esquena. En els Jocs Olímpics d'Estiu de 2012 celebrats a Londres (Regne Unit) aconseguí guanyar la medalla d'or en la prova dels 100 metres esquena i relleus 4x100 metres estils, a més d'aconseguir la medalla de plata en els relleus 4x100 metres lliures.
Al llarg de la seva carrera ha aconseguit guanyar dues medalles d'or en el Campionat del Món de natació; sis medalles en el Campionat del Món de natació en piscina curta, tres d'elles d'or; sis medalles a la Universíada.